# Elizabeth Stuart Phelps Ward
Elizabeth Stuart Phelps, coniugata Ward (Boston, 31 agosto 1844 – 28 gennaio 1911), è stata una scrittrice e attivista statunitense, nota per il suo impegno in favore dei diritti delle donne.
Scrisse inoltre dei libri contro la vivisezione.